# Rockparty
Rockparty var en ideell förening i Hultsfred som bland annat arrangerade Hultsfredsfestivalen, men den 2 juli 2010 gick föreningen i konkurs efter 29 år som arrangör.
Föreningen Rockparty bildades 16 december 1981 av ett gäng rockintresserade ungdomar som ville arrangera små konserter för sitt eget och sina kompisars höga nöjes skull. Första arrangemanget gick av stapeln den 31 januari 1982 då Biffen Steks, Destroid Future och Zwän Ruth stod på scenen på fritidsgården. Första stora konserterna hölls redan första våren med band som Eldkvarn, Attentat och framför allt Ebba Grön. Föreningen hade då en nära koppling till sammanslutningen Kontaktnätet.
Föreningen hade cirka 600 medlemmar och ägde ett antal dotterbolag som är verksamma inom musik- och upplevelsebranschen. Rockpartykoncernen sysselsatte cirka 40 personer på heltid i Hultsfred och arrangerade varje år Hultsfredsfestivalen, som 1991-2009 normalt besöktes av över 20 000 musikintresserade. Efter förluståren sparkades respektive avgick cheferna 2007 och 2011.

## Dotterbolag
- Gymnasium Rock City
- Metropol
- Musiclink
- Rockcity

## Verksamheter inom Rockparty-sfären
- Sveriges LjudmigreringsCentrum
- Musiklägret Popkollo
- Föreningen Sheena
- Svenskt Rockarkiv
- Hultsfredsfestivalen
- Rookiefestivalen

## Utbildningar inom Rockparty-sfären
- Campus Hultsfred
- Destinations- och produktutveckling inom turism
- Digital Mediadistribution
- Gymnasium Rock City